# جوزيف وانغ
جوزيف وانغ (بالإنجليزية: Joseph Wang)‏ هو كيميائي أمريكي، ولد في 1948.